# Atletismo nos Jogos Olímpicos de Verão da Juventude de 2010 - 3000 m feminino
As provas dos 3000m feminino do atletismo nos Jogos Olímpicos de Verão da Juventude de 2010 foram realizadas nos dias 17 (qualificatória) e 22 de agosto (finais), no Estádio Bishan, em Singapura. 20 atletas estavam inscritas neste evento.

## Medalhistas
| Ouro   | KEN Gladys Chesir       |
| Prata  | JPN Moe Kyuma           |
| Bronze | ERI Samrawit Mengisteab |

## Qualificatória
| Pos. | Nome                    | País                  | Tempo    | Notas           | Final |
| ---- | ----------------------- | --------------------- | -------- | --------------- | ----- |
| 1    | Gladys Chesir           | KEN Quênia            | 9:25.44  |                 | A     |
| 2    | Moe Kyuma               | JPN Japão             | 9:35.33  |                 | A     |
| 3    | Monica Florea           | ROM Romênia           | 9:39.00  |                 | A     |
| 4    | Samrawit Mengisteab     | ERI Eritreia          | 9:43.25  |                 | A     |
| 5    | Aikaterini Berdousi     | GRE Grécia            | 9:44.73  |                 | A     |
| 6    | Sithulisiwe Zhou        | ZIM Zimbabwe          | 9:45.76  |                 | A     |
| 7    | Nina Savina             | BLR Bielorrússia      | 9:48.45  |                 | A     |
| 8    | Ko Yong-Sim             | PRK Coreia do Norte   | 9:59.35  |                 | A     |
| 9    | Ndapandula Nghinaunye   | NAM Namíbia           | 10:04.53 |                 | A     |
| 10   | Valentine Marchese      | ITA Itália            | 10:06.08 |                 | A     |
| 11   | Anna-Lisa Uttley        | NZL Nova Zelândia     | 10:07.69 |                 | B     |
| 12   | Gabrielle Edwards       | CAN Canadá            | 10:18.59 |                 | B     |
| 13   | Neema Emanuel Sule      | TAN Tanzânia          | 10:29.07 |                 | B     |
| 14   | Bishwa Rupa Budha       | NEP Nepal             | 10:41.42 |                 | B     |
| 15   | Kenryca Shenika Francis | ANT Antígua e Barbuda | 11:07.12 |                 | B     |
|      | Zourha Ali              | DJI Djibuti           |          | Não completou   | B     |
|      | Devote Inamahoro        | BDI Burundi           |          | Desclassificada | B     |
|      | Charo Inga              | PER Peru              |          | Desclassificada | B     |
|      | Mpho Moeti              | LES Lesoto            |          | Desclassificada | B     |
|      | Jacqueline Murekatete   | RWA Ruanda            |          | Desclassificada | B     |

## Finais

### Final B
| Pos. | Nome                    | País                  | Tempo    | Notas      |
| ---- | ----------------------- | --------------------- | -------- | ---------- |
| 1    | Jacqueline Murekatete   | RWA Ruanda            | 9:55.83  |            |
| 2    | Anna-Lisa Uttley        | NZL Nova Zelândia     | 10:07.63 |            |
| 3    | Devote Inamahoro        | BDI Burundi           | 10:15.49 |            |
| 4    | Neema Emanuel Sule      | TAN Tanzânia          | 10:22.73 |            |
| 5    | Gabrielle Edwards       | CAN Canadá            | 10:32.66 |            |
| 6    | Mpho Moeti              | LES Lesoto            | 10:45.40 |            |
| 7    | Kenryca Shenika Francis | ANT Antígua e Barbuda | 11:11.11 |            |
|      | Zourha Ali              | DJI Djibuti           |          | Não largou |
|      | Bishwa Rupa Budha       | NEP Nepal             |          | Não largou |
|      | Charo Inga              | PER Peru              |          | Não largou |

### Final A
| Pos.              | Nome                  | País                | Tempo    | Notas |
| ----------------- | --------------------- | ------------------- | -------- | ----- |
| Medalha de ouro   | Gladys Chesir         | KEN Quênia          | 9:13.58  |       |
| Medalha de prata  | Moe Kyuma             | JPN Japão           | 9:23.70  |       |
| Medalha de bronze | Samrawit Mengisteab   | ERI Eritreia        | 9:33.53  |       |
| 4                 | Aikaterini Berdousi   | GRE Grécia          | 9:37.56  |       |
| 5                 | Monica Florea         | ROM Romênia         | 9:38.64  |       |
| 6                 | Nina Savina           | BLR Bielorrússia    | 9:50.04  |       |
| 7                 | Sithulisiwe Zhou      | ZIM Zimbabwe        | 9:53.88  |       |
| 8                 | Ndapandula Nghinaunye | NAM Namíbia         | 10:08.62 |       |
| 9                 | Valentine Marchese    | ITA Itália          | 10:11.18 |       |
| 10                | Ko Yong-Sim           | PRK Coreia do Norte | 10:20.44 |       |